# Elettra (Oceanina)
Elettra (in greco antico: Ἠλέκτρη?, Ēlèktrē) è un personaggio della mitologia greca figlia del titano Oceano e della titanide Teti. Elettra era una ninfa a cui era consacrata l'ambra, un materiale importante per chi viaggiasse nel mare in quell'epoca. 

## Mitologia
Era una ninfa oceanina che con Taumante figlio di Ponto, generò Iride (personificazione dell'arcobaleno) e le tre Arpie (Aello, Ocipete e Celeno). Nonno di Panopoli aggiunge che Elettra e Taumante siano i genitori del fiume indiano Idaspe.